# Coppa Spengler 1932
La 10ª edizione della Coppa Spengler si è svolta dal 26 al 31 dicembre del 1932 a Davos, in Svizzera.

## Finale 3º posto
| Davos 31 dicembre 1932 | Grasshopper Club | 4 – 1 (4-1, 0-0, 0-0) referto | Davos |  |

## Finale
| Davos 31 dicembre 1932 | LTC Praha | 0 – 0 (d.t.s.) (0-0, 0-0, 0-0) referto | Oxford University |  |

Dopo tre tempi supplementari il risultato è sempre di 0-0. La vittoria viene attribuita ad entrambi.

## Classifica finale
1. LTC Praha
2. Oxford University
3. Grasshopper Club
4. Davos
5. Akademischer EHC Zürich
6. Cambridge University
7. SC Riessersee
8. Wiener EV